# Comuna Medvedivka, Ciîhîrîn
Medvedivka (în ucraineană Медведівка) este o comună în raionul Ciîhîrîn, regiunea Cerkasî, Ucraina, formată din satele Ivkivți și Medvedivka (reședința).

## Demografie
Componența lingvistică a comunei Medvedivka
     Ucraineană (97,56%)
     Rusă (2,28%)
     Alte limbi (0,16%)
Conform recensământului din 2001, majoritatea populației comunei Medvedivka era vorbitoare de ucraineană (97,56%), existând în minoritate și vorbitori de rusă (2,28%).